# Ботеново
Ботеново, Ботенево — деревня в Конаковском районе Тверской области. Входит в состав Ручьёвского сельского поселения.

## География
Находится в юго-восточной части Тверской области на расстоянии приблизительно 19 км на юго-восток по прямой от районного центра города Конаково.

## История
Известна со второй половины XVII века как владение князя Бориса Александровича Репнина, тогда она состояла из 2 дворов, а в 1859 году — из 12 дворов, в 1900 — из 16 дворов.

## Население
| 2010 |
| ---- |
| 1    |

Численность населения: 95 человек (1859 год), 95 (1900), 4 (русские 100 %) в 2002 году, 1 в 2010.